# خورشیدگرفتگی ۳۰ مه ۱۹۸۴
خورشیدگرفتگی ۳۰ مه ۱۹۸۴ (به انگلیسی: Solar eclipse of May 30, 1984) یک خورشیدگرفتگی از نوع خورشیدگرفتگی حلقه‌ای است. این خورشیدگرفتگی در تاریخ ۳۰ مه ۱۹۸۴ میلادی (‎۹ خرداد ۱۳۶۳ خورشیدی) روی داد که زمان اوج آن، ساعت ۱۶:۴۵:۴۱ به‌وقت ساعت هماهنگ جهانی بوده‌است. مدت زمان و طول این خورشیدگرفتگی ۰ دقیقه و ۱۱ ثانیه بود.